# Homerton College
Homerton College est un des 31 collèges de l'université de Cambridge au Royaume-Uni. Il a été fondé en 1894.

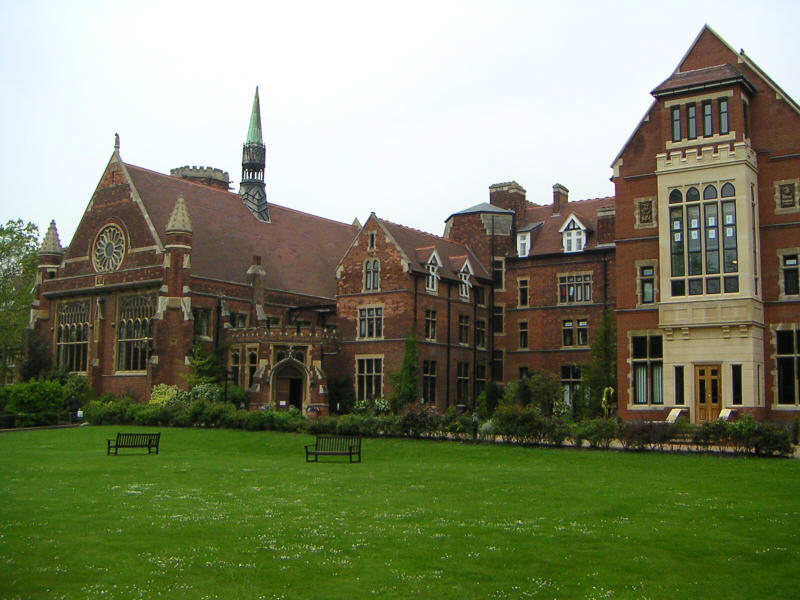
Cavendish Building est le plus ancien bâtiment d'Homerton College.